# Don (Burkina Faso)
Pour les articles homonymes, voir Don.
Don est une commune rurale située dans le département de Léo de la province de Sissili dans la région du Centre-Ouest au Burkina Faso.

## Géographie
Don est située à 15 km au sud-est de Léo et à 1,5 km au nord de la frontière avec le Ghana.